# Люкселе (община)
Община Люкселе (на шведски: Lycksele kommun) е разположена в лен Вестерботен, северна Швеция с обща площ 5931 km2 и население 12 270 души (към 31 декември 2013). Административен център на община Люкселе е едноименния град Люкселе.